# Milan Havel
Milan Havel (ur. 7 sierpnia 1994 w Benešovie) – czeski piłkarz, pomocnik Viktorii Pilzno).

## Kariera klubowa
7 stycznia 2013 podpisał kontrakt z Bohemiansem 1905, w którym zadebiutował 12 maja 2013 w spotkaniu z FK Ústí nad Labem. Od 13 lipca 2017 zawodnik Viktorii Pilzno, skąd 3 września 2019 został wypożyczony do Bohemians 1905.

## Sukcesy

### Klubowe
Bohemians 1905
- Wicemistrz II ligi czeskiej: 2012–13

Viktoria Pilzno
- Mistrz Czech: 2017/2018